# Christian Frank (Dirigent)
Christian Klaus Frank (* 12. September 1968 in Gera) ist ein deutscher Dirigent, Pianist und Komponist. Seit 1994 leitet er den Konzertchor des Rutheneum seit 1608 Gera (bis 2021 Konzertchor des Goethe-Gymnasiums/Rutheneum Gera).

## Biografie
Christian Frank wurde im September 1968 in Gera geboren und erhielt schon mit fünf Jahren Klavierunterricht an der damaligen Bezirksmusikschule Gera. Ab dem zehnten Lebensjahr wurde er Förderschüler an der Hochschule für Musik „Franz Liszt“ Weimar. An sein Abitur in der Sprach-Spezialklasse für Russisch und Englisch am heutigen „Goethe-Gymnasium Gera/Rutheneum seit 1608“ schloss sich von 1987 bis 1993 das Studium an der Hochschule für Musik „Franz Liszt“ Weimar in den Fächern Orchester- und Chordirigieren sowie Klavier an. Im Jahr 1993 schloss er sein Studium im Fach Konzertexamen in künstlerischer Liedgestaltung und Kammermusik ab.
Er trat unter anderem als Pianist bei Aufnahmen mit dem SWR und als Korrepetitor beim ARD-Wettbewerb hervor. In Meisterkursen bei John Eliot Gardiner, Heinz Rögner und Helmuth Rilling verfeinerte er seine Arbeit. Christian Frank leitete verschiedene Rundfunk-, Fernseh- und Tonträgerproduktionen als Gastdirigent für mehrere Filmmusiken mit dem  Deutschen Filmorchester Babelsberg. Er ist verantwortlich für die Entstehung diverser Schauspielmusiken für das Deutsche Nationaltheater Weimar und Filmmusiken für ZDF, ProSieben, Sat.1 und RTL.
Weiterhin hervorzuheben ist die Zusammenarbeit mit der Konzertvereinigung Wiener Staatsopernchor und das Engagement an den Bühnen der Stadt Gera 1993/1994. 1994 folgte die Berufung an die Hochschule für Musik „Franz Liszt“ Weimar als Assistent in den Abteilungen Musiktheater und Dirigieren.
Als Chordirigent konnte er sich seit 1994 als künstlerischer Leiter der Chöre des Goethe-Gymnasiums Gera im In- und Ausland einen Namen machen. Hierfür stehen etwa die Goldmedaille 1999 beim Internationalen Chorwettbewerb Fort Lauderdale/USA, der 1. Preis 2003 beim Internationalen Chorwettbewerb in Grado und weitere Goldene Diplome 2004 und 2008 in Riva del Garda, 2005 in Budapest und 2015 in New York City.
Von 1997 bis 1999 hatte er zusätzlich die künstlerische Leitung der Chöre des Musikgymnasiums Belvedere in Weimar inne.
Von 2004 bis 2012 leitete Christian Frank erneut den Landesjugendchor Thüringen.
Seine Leistungen als Chorleiter wurden unter anderem mit Dirigentenpreisen beim Internationalen Chorwettbewerb in Budapest in den Jahren 1995 und 2005 ausgezeichnet.
Erfolgreiche Aufführungen eigener Kompositionen führten Christian Frank gemeinsam mit dem Konzertchor Rutheneum Gera nach Weimar, Coburg und Berlin.

## Ausgewählte Werke
- Kyrie/Die Sieben Posaunen, Christian Frank / Martin Zitzmann, 2001; für Soli, Chor, Orchester, Konzertflügel, Rockband und Elektronik; Uraufführung 10. November 2002 im Konzertsaal des Theaters Gera-Altenburg zur Eröffnung der 19. Geraer Orgeltage
- Rex tremendae, Christian Frank, 2001/2004; für Bariton-Solo, Chor, Orchester, Rockband und Elektronik; Uraufführung 10. November 2002 im Konzertsaal des Theaters Gera-Altenburg zur Eröffnung der 19. Geraer Orgeltage
- Natus est, Christian Frank, 2003/2005; für Bariton-Solo, Chor, Orchester, Konzertflügel, Orgel und Elektronik; Uraufführung 21. Dezember 2003 im Konzertsaal des Theaters Gera-Altenburg
- Die Vier Elemente, Christian Frank 2004, Text: Conrad Neuling; für Bariton-Solo, sechzehnstimmigen Chor, Elektronik und Solotanz; Uraufführung 30. Oktober 2004 im congresscentrum neue weimarhalle im Rahmen der ChorVision 2004
- Die Menschenfrage, Christian Frank 2005, Text: Conrad Neuling; für Bariton-Solo, Chor, Rockband und Elektronik; Uraufführung 11. Juni 2005 im Konzertsaal des Theaters Gera-Altenburg im Rahmen der Distriktskonferenz des Rotary Clubs
- Hereafter, Christian Frank, 2007 in Zusammenarbeit mit Hidden Timbre; für Rockband, Chor, Orchester und Elektronik. Uraufführung am 8. Juli 2007 im Hofwiesenpark Gera im Rahmen der BUGA 2007; Zweitaufführung am 12. Oktober 2008 im Theater Erfurt im Rahmen des Projektes „(uni_sono) für toleranz. gegen gewalt.“ der Chorjugend im Thüringer Sängerbund